# Efrem z Antiochii
Efrem z Antiochii (zm. 545) – mnich i teolog bizantyński, patriarcha Antiochii.

## Życie
Efrem pochodził z Amidy w Mezopotamii. Był Syryjczykiem posługującym się greką. Za panowania cesarza Justyna I sprawował urząd namiestnika diecezji Wschodu, comes Orientis. Należał do najbardziej oddanych zwolenników polityki religijnej cesarza Justyniana I. W latach 527–545 był chalcedońskim patriarchą Antiochii. Należy do głównych przedstawicieli neochalcedonizmu.

## Twórczość
Twórczość Efrema jest dziś znana tylko dzięki świadectwu potomnych: Anastazego Synaity, Jana z Damaszku i przede wszystkim Focjusza. Focjusz pisze w swojej Bibliotece o trzech Tomach Efrema, choć analizuje tylko dwa z nich. Na pierwszy składały się listy duszpasterskie, naukowe i administracyjne oraz homilie. Cztery rozdziały drugiego Tomu wypełniała polemika z poglądami Sewera, patriarchy Antiochii w latach 512–518. Piąty zawierał odpowiedzi na 5 pytań dotyczących Księgi Rodzaju, które postawił Efremowi mnich Anatol. Z zachowanych fragmentów wynika, że Efrem był człowiekiem głęboko oczytanym w pismach Ojców Kościoła.